# 五複合正四面體
在幾何學中，五複合正四面體是一種由五個正四面體組合成的幾何圖形，屬於星形二十面體，也是唯一五種正複合體之一，其索引編號為UC5。溫尼爾在他的書中列出了許多星形多面體模型，其中也收錄了五複合正四面體，並將之給予編號W24。其也收錄於哈羅德·斯科特·麥克唐納·考克斯特的書《五十九種二十面體》中，編號為47，但這個多面體最早是由埃德蒙·赫斯在1876年發現並描述的。

## 性質
五複合正四面體為五個正四面體組合成的形狀，由於沒有頂點共用的情況，因此其邊、面和頂點的數量為正四面體的5倍，共有20個面、30條邊和20個頂點。

### 結構
五複合正四面體可以視為正十二面體刻面後的多面體，在正十二面體凸包中每個正四面體定位在12個頂點中的其中4個頂點。也因此，正十二面體有相同的頂點佈局。

實體的五複合正四面體的旋轉模型

五複合正四面體可以透過將正四面體置於旋轉的二十面體群 (I)構造
其也可以利用20組3個凹五邊形組合起來構造，如上圖。這種凹五邊形有三種邊長，其中有兩組等長邊，較長的等長邊長度為黃金比例倒數的根號2倍，為{\displaystyle {\sqrt {3-{\sqrt {5}}}}}，較短的等長邊長度為黃金比例平方的倒數，為{\displaystyle {\frac {3-{\sqrt {5}}}{2}}}，另外一邊長度為黃金比例平方倒數的根號2倍，{\displaystyle {\sqrt {7-3{\sqrt {5}}}}}。這種方法由溫尼爾提出。
這種形狀也正是每個正四面體露出來的部分。
| 球面鑲嵌 | 透明的模型 (旋轉模型) | 五個互交叉的四面體 |

### 頂點座標
由於五複合正四面體可以看作是在正十二面體中嵌入正四面體，因此其頂點座標與正十二面體相同：
(±1, ±1, ±1)、
(0, ±1/ϕ, ±ϕ)、
(±1/ϕ, ±ϕ, 0)、
(±ϕ, 0, ±1/ϕ)。
其中ϕ = 1 + √5/2為黃金比例。

### 作為星形多面體
五複合正四面體是一種星形二十面體，其星狀核為正二十面體、凸包為正十二面體，在杜·瓦爾記號中以Ef1d表示。
| 星狀圖 | 星形 | 星狀核     | 凸包       |
| ------ | ---- | ---------- | ---------- |
|        |      | 正二十面體 | 正十二面體 |

## 其他的五複合正四面體

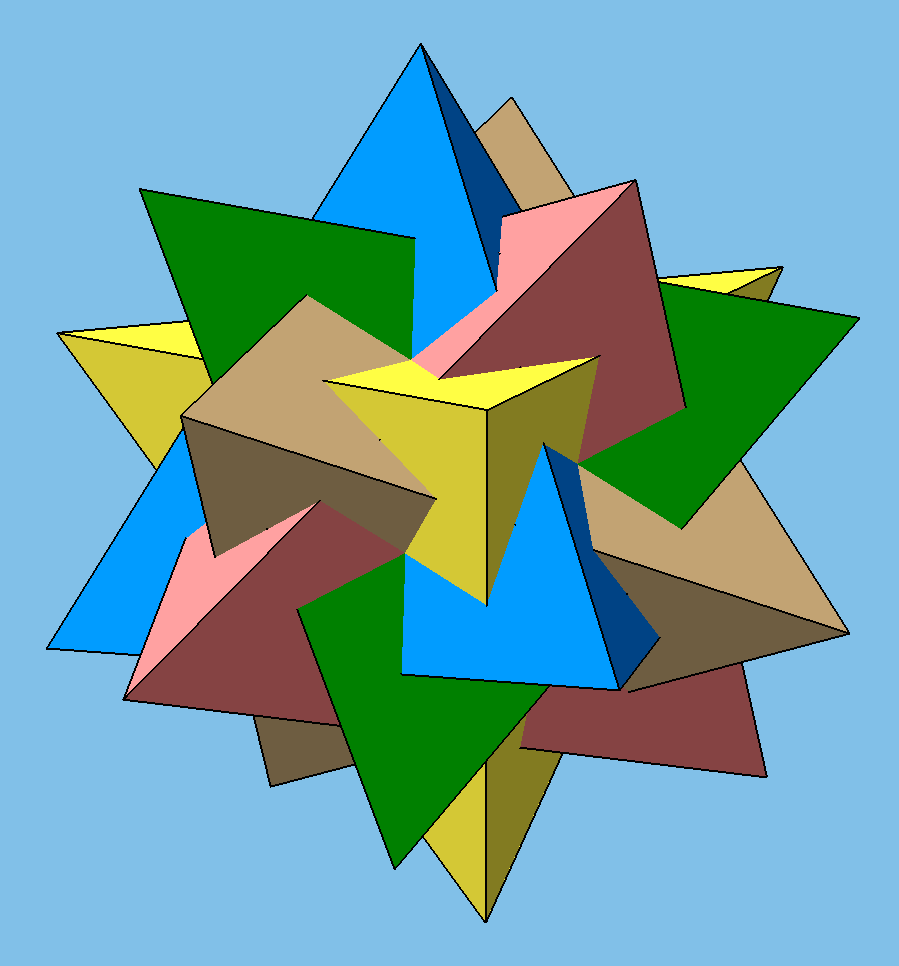
琳弦締吉（Linkshändige）的版本
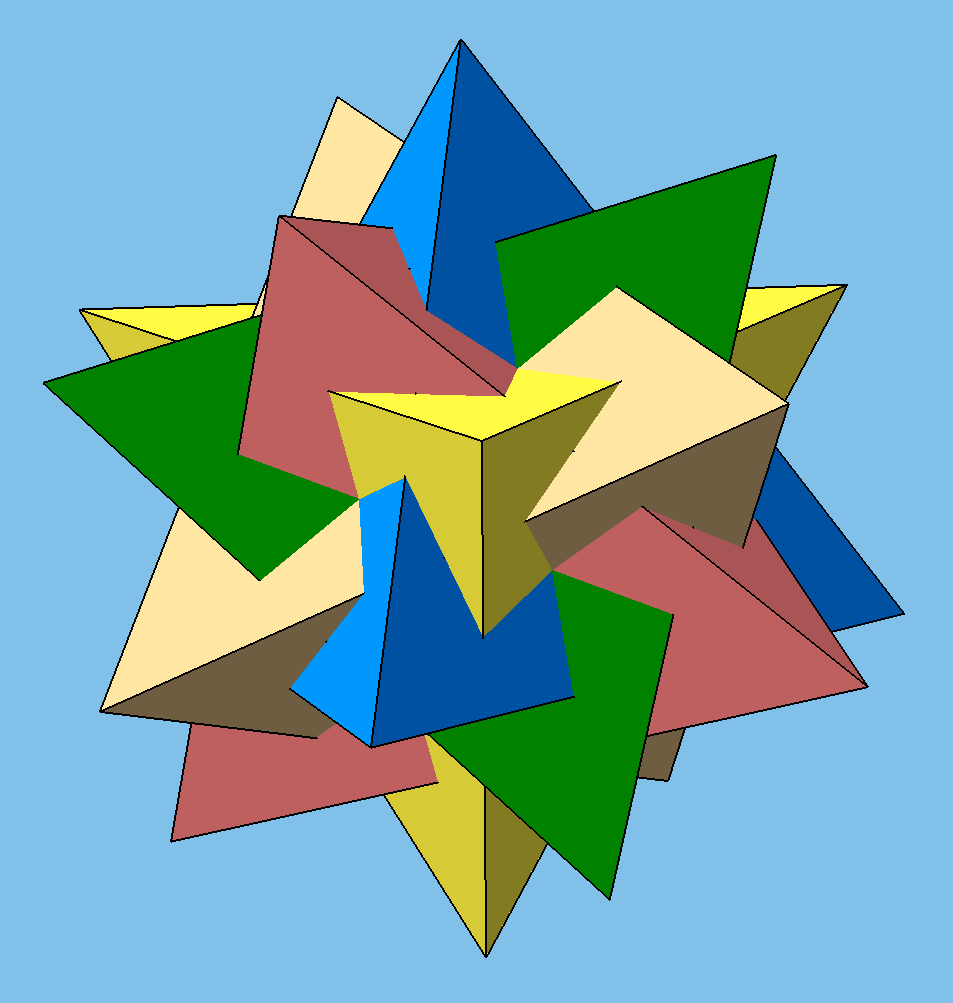
雷克弦締吉（Rechtshändige）的版本

## 相關多面體
五複合正四面體與其手性鏡像可組合出十複合正四面體，也就是說十複合正四面體可以看作是兩個五複合正四面體的複合體。

## 外部連結
- 埃里克·韦斯坦因. . MathWorld.